# Auferstehungskirche (Heckinghausen)

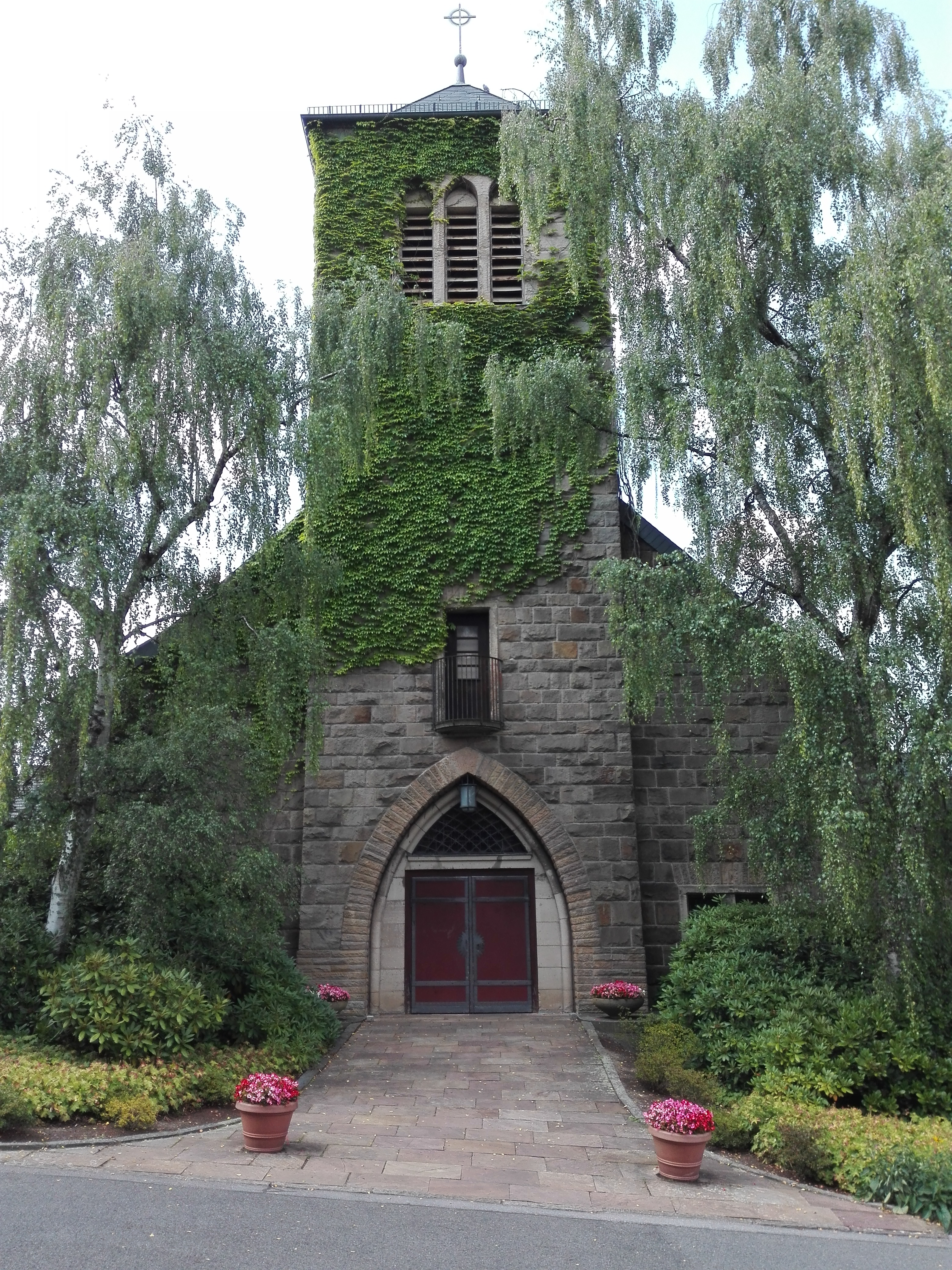
Ansicht der Südfassade

Die Auferstehungskirche (auch Norrenberger Kapelle) ist ein Evangelischer Kirchbau im Wuppertaler Stadtteil Heckinghausen. Sie ist vereinzelte Gottesdienststätte und bevorzugter Trauungsort der Vereinigten Evangelischen Kirchengemeinde Heckinghausen im Kirchenkreis Wuppertal der Evangelischen Kirche im Rheinland und darüber hinaus Friedhofskapelle des Friedhofs Norrenberg.

## Geschichte
Die Geschichte der Kirche ist eng verbunden mit der Geschichte des Friedhofes Norrenberg, welcher 1892 zur Entlastung des alten Wupperfelder Friedhofes an der Heckinghauser Straße (meist Friedhof Brändströmstraße genannt) eröffnet wurde und mit 92.300 Quadratmetern Fläche der größte Friedhof Barmens und nach den Friedhöfen an der Elberfelder Hochstraße der viertgrößte Friedhof der Stadt ist.
Die ursprünglich rein als Friedhofskapelle konzipierte wurde 1929 bis 1930 errichtet. Kurz vor Baubeginn äußerte die damalige lutherische Großgemeinde Wupperfeld, welche damals neben Gemarke und Wichlinghausen die einzige Kirchengemeinde Ostbarmens war und neben Wupperfeld die heutigen Ortsteile Heckinghausen, Heidt und Schwarzbach umfasste, den Wunsch nach einer Gottesdienststätte am südöstlichen Rand Barmens, sodass die Friedhofskapelle bewusst größer und prächtiger gestaltet wurde. Mit Erhebung zur Gottesdienststätte bekam die Friedhofskapelle den Namen Auferstehungskirche und galt fortan nicht mehr als Kapelle, sondern als vollwertige Kirche.
Den Zweiten Weltkrieg überstand die Auferstehungskirche vollkommen unbeschadet und wurde nach Kriegsende aufgrund der Zerstörung der Langerfelder Kreuzkirche insbesondere von West-Langerfelder Christen aufgesucht, wohingegen die Heckinghauser Christen aufgrund der Zerstörung der Johanniskirche überwiegend den Gottesdienst in der ebenfalls weitgehend intakten Lutherkirche am Heidt besuchten. 1952 wird die Auferstehungskirche das erste Mal umfassend saniert, wobei im Unterschied zu den meisten anderen Kirchen Wuppertals das ursprüngliche Erscheinungsbild komplett erhalten blieb.

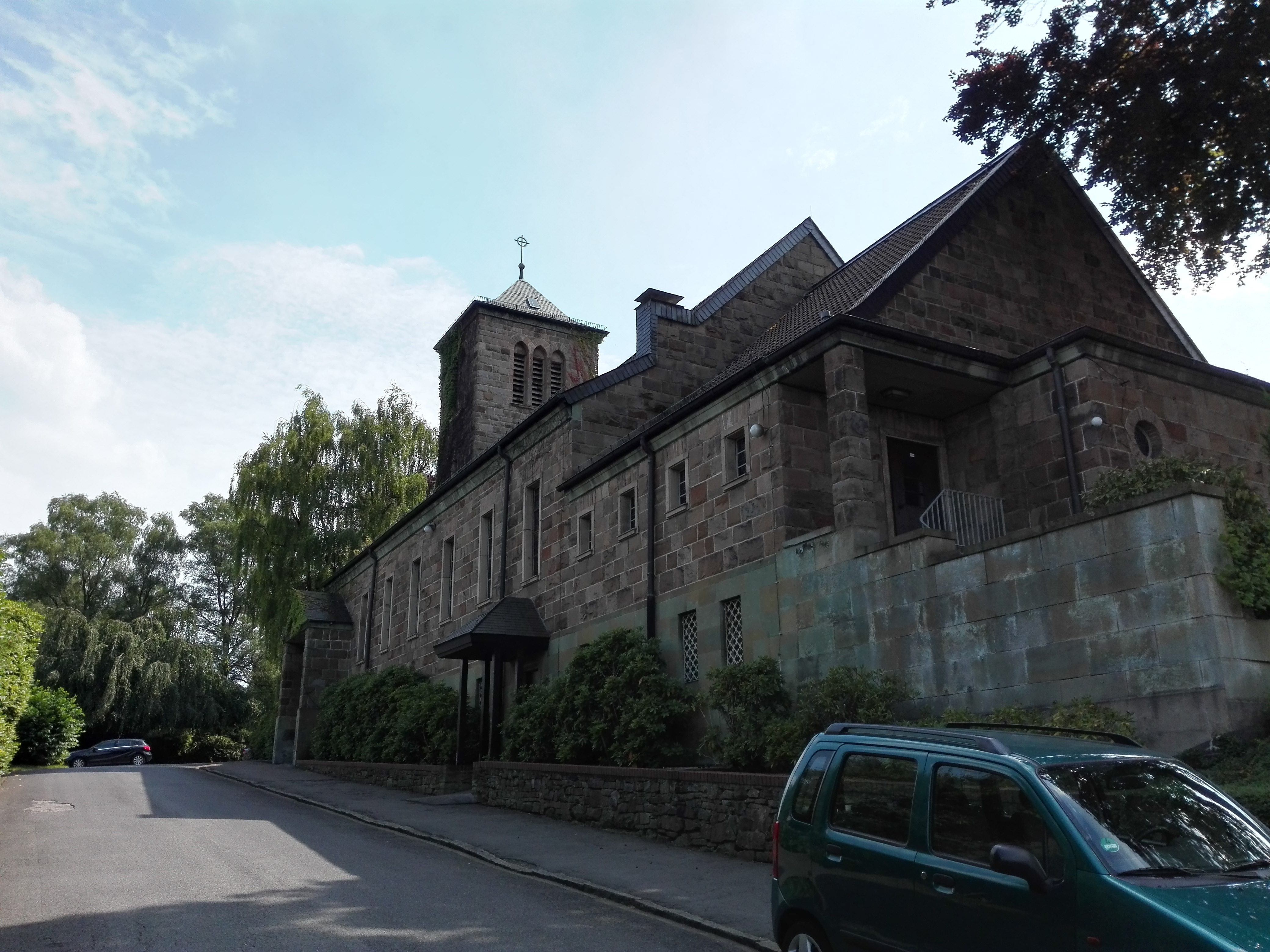
Ansicht von Osten

1966 wurden die Bezirke der Großgemeinde Wupperfeld unter Vorbehalt eines gemeinsamen Gemeindeverbandes in vier selbstständige lutherische Kirchengemeinden aufgeteilt: Bezirk West wurde zur Friedenskirchengemeinde (schon 1983 zur reformierten Gemeinde Gemarke, seitdem uniert), Mitte zur Gemeinde Alt-Wupperfeld mit der Alten Kirche, Süd mit der Lutherkirche und der Stephanuskapelle zur Gemeinde Heidt und der Bezirk Ost mit der Auferstehungskirche sowie dem Paul-Gerhardt-Haus zur Evangelischen Gemeinde Heckinghausen. Über eine Vereinigung mit den beiden reformierten Gemeinden Oberbarmen (Immanuelskirche) und Heckinghausen war angedacht, scheiterte aber noch in der Planungsphase. Die Auferstehungskirche war seitdem Predigtstätte des dritten und östlichsten Bezirks der neuen Gemeinde, wurde aber mit Teilung Alt-Wupperfelds und Gründung des neuen Gemeindeverbandes, in welchem auch die Barmer Friedhöfe Heckinghauser Straße, Norrenberg, Hugostraße, Friedhofstraße, Bartholomäusstraße und Schellenbeck organisiert wurden, dem Friedhofsverband übereignet. Als Predigtstätte verblieb sie aber weiterhin den Heckinghauser Pfarrern. Gottesdienste wurden von nun an im wöchentlichen Wechsel zwischen Paul-Gerhardt-Haus und Auferstehungskirche gefeiert.
1971 wurde die Kirche Schauplatz einer Episode der Rundfunkreihe Kirchenorgeln unserer Heimat des Westdeutschen Rundfunks, wozu ein Orgelkonzert auf der damals nur anderthalb Jahre alten Strutz-Orgel gegeben wurde. 1976 wurde der Gemeindesaal Klippe des dritten Heckinghauser Bezirks geschlossen, die seitdem wöchentlichen Gottesdienste finden nun in der Auferstehungskirche statt. 1984 wurde die lutherische Gemeinde Heckinghausen mit der Reformierten Gemeinde vereinigt, das Gottesdienstangebot in der Auferstehungskirche wurde zugunsten des reformierten Kirchsaals Ackerstraße erstmals gekürzt. 2004 fanden die vorerst letzten Bauarbeiten am Gebäude statt, wobei der Haupteingang behindertengerecht umgebaut wurde.
Seit der Jahrtausendwende finden keine regelmäßigen Gottesdienste mehr statt, die Nutzung der Auferstehungskirche konzentriert sich seitdem wieder auf Beisetzungen. Predigtstätte blieb sie weiterhin als Ersatz für den damals häufig unbenutzbaren Kirchsaal Ackerstraße, wozu bei dessen zuletzt immer häufigeren Instandhaltungsarbeiten regelmäßig in die Auferstehungskirche ausgewichen wurde. Mit Schließung des endgültig für marode erklärten Kirchsaals Ackerstraße 2016 und der Konzentrierung der Gottesdienstarbeit auf das Paul-Gerhardt-Haus kann insbesondere an Feiertagen wieder mit einem verstärkten Einsatz der Auferstehungskirche als Predigtstätte gerechnet werden. Beliebt ist die Auferstehungskirche weiterhin aufgrund ihrer Lage am häufig als einer der „schönsten Friedhöfe Barmens“ bezeichneten Friedhof als Veranstaltungsort für Trauungen sowie dank ihrer als besonders wohlklingend geltenden Orgel und der großen Sitzplatzanzahl für Konzerte.

## Baubeschreibung
Die kleine Saalkirche bedient sich in ihrer Formensprache insbesondere in der äußeren Gestaltung verschiedenen Architektonischen Stilen. Während der Turm im Eingangsportal und den Schalladen am Glockenstuhl mit seinen schmalen überhöhten Spitzbögen deutliche Verweise auf die zur Zeit der Erbauung bereits als „unmodern“ geltende Neugotik setzt, trägt das Kirchenschiff in der schlichten, geometrischen Ausführung insbesondere an den Unter- und Seitenportalen bereits deutliche Züge des aufkeimenden Neoklassizismus. Das Gebäude ist vollständig aus unverputztem Sandstein erbaut, einzig der Unterbau der an einem steilen Hang in Ost-West-Richtung errichteten Kirche wurde aus vorgefertigtem Betonwerkstein errichtet und an manchen Stellen teilweise mit Sandstein verkleidet. Das nach Norden ausgerichtete Kirchenschiff ist insgesamt zwanzig Meter lang, fünfzehn Meter breit und wird an der Nordseite von einem niedrigen Sakristeianbau abgeschlossen. Bekrönt werden Schiff und Sakristei von einem niedrigen Satteldach, welches ebenso die Seiteneingänge bekrönt.
Der etwa zehn Meter hohe Turm befindet sich an der Südseite der Kirche über dem Eingangsbereich und ist der Kirche ein wenig vorgesetzt. Über dem von einem Spitzbogen gekrönten Hauptportal befindet sich im Aufgang zur Empore und zum Glockenstuhl ein kleiner runder Balkon. Der mittlerweile zu einem Großteil mit Kletterpflanzen bewachsene Kirchturm ist auf dem Grundriss rechteckig ausgeführt, an den breiteren Süd- und Nordseiten befinden sich drei, an den West- und Ostseiten zwei Schallluken.

### Innenraum

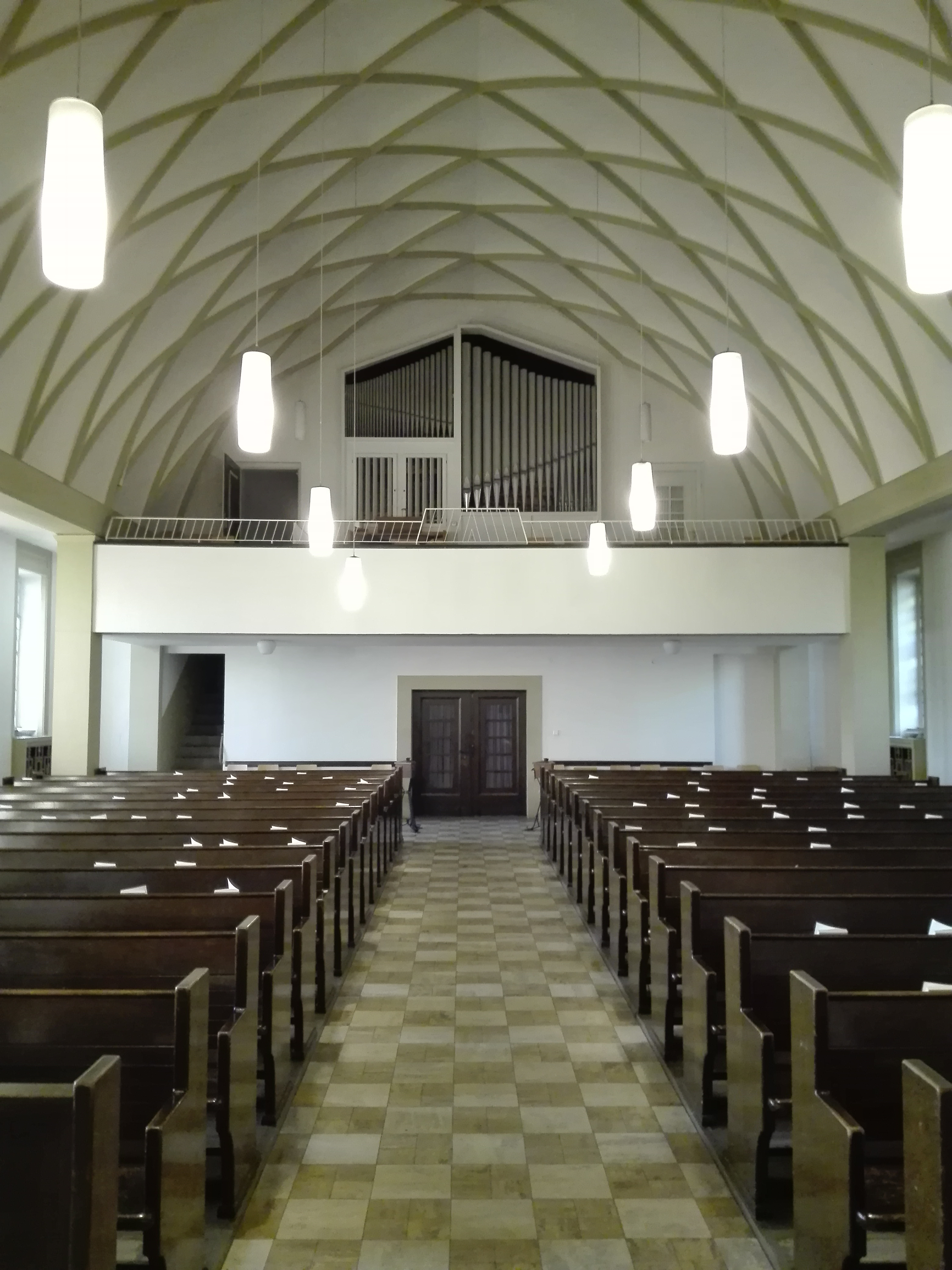
Blick zur Orgelempore

Der seit der Erbauung unverändert erhalten gebliebene Innenraum stellt in seiner durchweg neugotischen Ausführung einen starken Kontrast zum äußeren Erscheinungsbild der Kirche dar. Ein spitzes Tonnengewölbe stützt die Decke des säulenlosen Saals, welcher hinter einem kleinen Eingangsbereich unter dem Turm mit Treppenaufgang zur Empore auf einen von mehreren Spitzbögen gebildeten Altarbereich unter zwei Chorbögen zuläuft. Der Altar wird von einem nachträglich angebrachten Radleuchter erhellt, das Kirchenschiff von schlichten, warm leuchtenden Hängelampen. Aufgrund der kleinen, unbunten Fenster, der Beleuchtung und der hellen Farbgebung des Innenraumes (Weiße Grundflächen mit dunkelgoldenen Details) entsteht so der Eindruck eines besonders warmen und behaglichen Kirchenraumes, welcher von den wechselnd beige-dunkelgelben Fliesen und den originalen dunklen Eichholzkirchbänken verstärkt wird. Insgesamt bietet der Kirchraum 350 Personen Platz.

### Orgel
1968 wurde auf der an der Südseite des Kirchraumes befindlichen Empore die für Friedhofskapellen vergleichsweise große Orgel des Barmer Orgelbauers Harald Strutz aufgestellt. Sie ersetzte eine 1930 für die Kapelle angefertigte Orgel mit zwei Manualen und 19 Registern von Paul Faust, welche später demontiert und verkauft wurde. Die neue Strutz-Orgel verfügt gleichwie wie ihre Vorgängerin über 19 Register auf zwei Manualen mit Pedal. Zudem ist die Orgel neben der Orgel der Lutherkirche eine der bevorzugten Wirkungsstätten Joachim Dorfmüllers, welcher auch an der Konzeption ebendieser beteiligt war. Eingeweiht wurde das Instrument am 18. August 1968, das Eröffnungskonzert spielte Winfried Pesch.
| I Hauptwerk C–g3 |             |     |
| 1.               | Rohrflöte   | 8′  |
| 2.               | Praestant   | 4′  |
| 3.               | Waldflöte   | 2′  |
| 4.               | Nasard      | 2⅔′ |
| 5.               | Mixtur IV-V | 1⅗′ |
| 6.               | Oboe        | 8′  |

| II Schwellwerk C–g3 |               |          |
| 7.                  | Gedackt       | 8′       |
| 8.                  | Blockflöte    | 4′       |
| 9.                  | Prinzipal     | 2′       |
| 10.                 | Quinte        | 1⅓′      |
| 11.                 | Glockenton II | 1⅗′ + 1' |
| 12.                 | Scharff IV    | 1'       |
| 13.                 | Krummhorn     | 8'       |

| Pedal C–f1 |                  |     |
| 14.        | Subbaß           | 16′ |
| 15.        | Offenbaß         | 8′  |
| 16.        | Pommer           | 4′  |
| 17.        | Rauschpfeife III | 4′  |
| 18.        | Fagott           | 16′ |
| 19.        | Helle Trompete   | 4′  |

- Koppeln: II/I, I/P, II/P
- Spielhilfen: Zwei freie Kombinationen und Organo Pleno

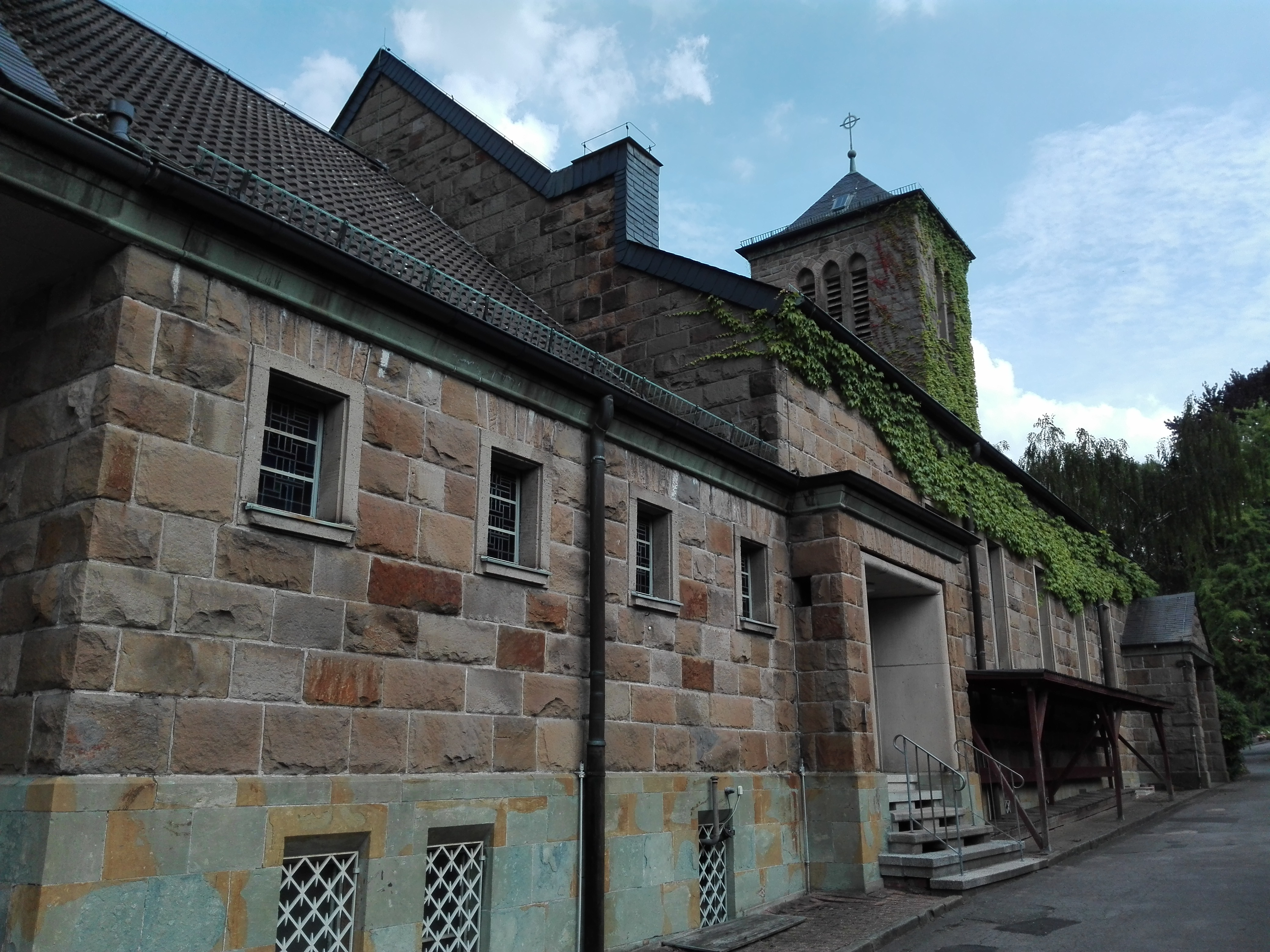
Ansicht von Westen
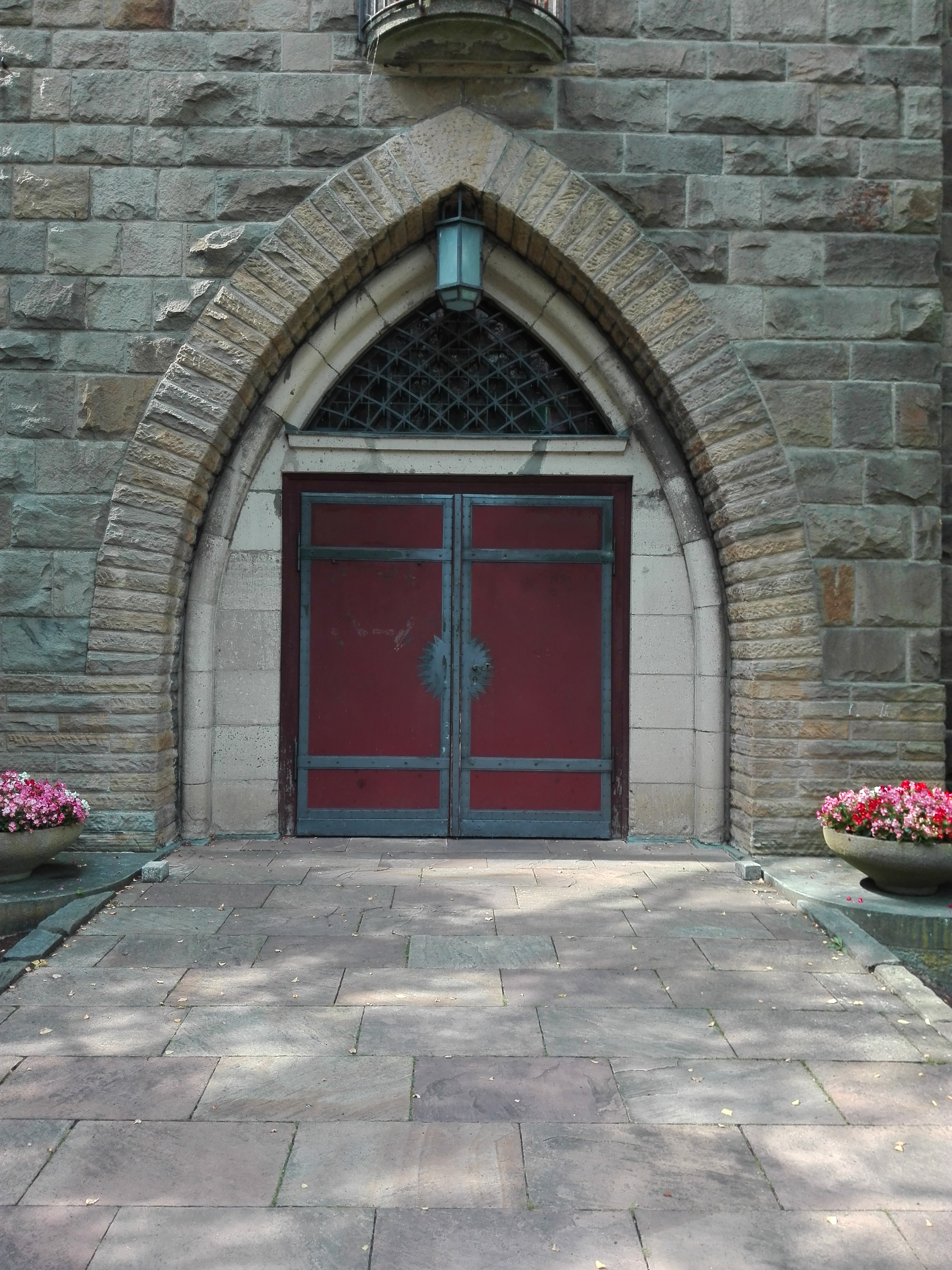
Hauptportal mit Spitzbogen
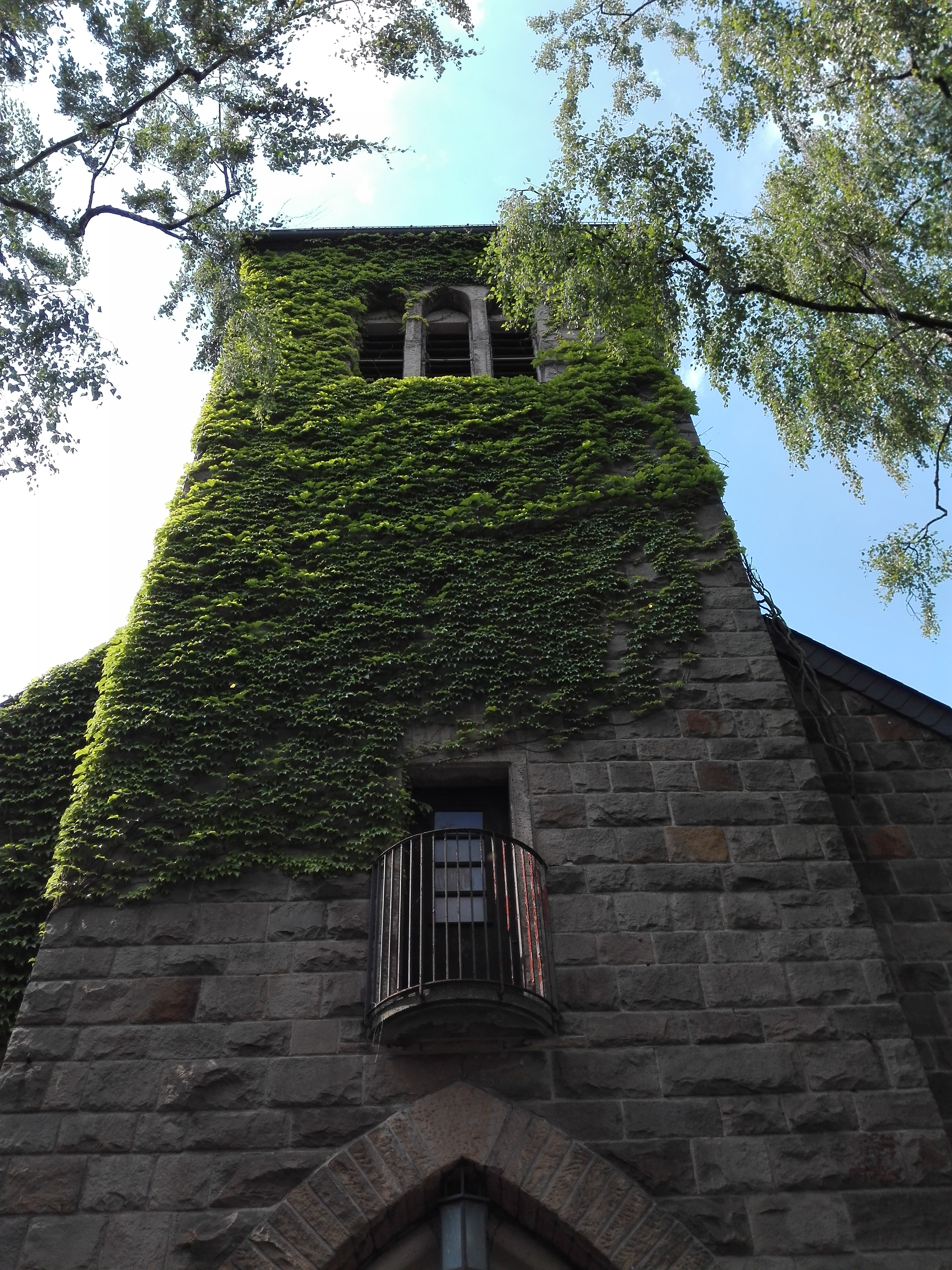
Der bewachsene Turm; deutlich sichtbar der Balkon